# Mimetus triangularis
Mimetus triangularis là một loài nhện trong họ Mimetidae.
Loài này thuộc chi Mimetus. Mimetus triangularis được Eugen von Keyserling miêu tả năm 1879.